# Sulusjön

Sulusjön (Sulu Sea) på kartan över Filippinerna.

Sulusjön är ett randhav till Stilla havet, mellan Filippinerna och Borneo. Havet avgränsas i nordväst av Palawan, i sydväst av provinsen Sabah på Malaysias del av Borneo, i sydost av Mindanao och Suluöarna, och i nordost av Visayaöarna.